# Landtagswahl in Salzburg 2009
- SPÖ: 15
- GRÜNE: 2
- ÖVP: 14
- FPÖ: 5

Die Landtagswahl in Salzburg 2009 fand am 1. März 2009 gemeinsam mit den Gemeindevertretungs- und Bürgermeisterwahlen statt.

## Voraussetzungen

### Ausgangslage
Die Landtagswahl in Salzburg 2004 wurde durch einen Erdrutschsieg der SPÖ geprägt, die zum ersten Mal in der Zweiten Republik mit Gabi Burgstaller die Landeshauptfrau stellen konnten. Die SPÖ bildete nach der Wahl mit der unterlegenen ÖVP eine Koalitionsregierung.

### Wahlrecht
Bei der Landtagswahl 2009 waren all jene Personen aktiv wahlberechtigt, die am Stichtag (1. März 2009) österreichische Staatsbürger waren und das 16. Lebensjahr vollendet hatten. Die aktiv Wahlberechtigten mussten zudem über einen Wohnsitz in einer Gemeinde des Landes Salzburg verfügen und durften vom Wahlrecht nicht ausgeschlossen worden sein. Ein Ausschluss vom Wahlrecht bestand bei einer rechtskräftigen Verurteilung durch ein inländisches Gericht wegen einer oder mehrerer mit Vorsatz begangener strafbarer Handlungen zu einer mehr als einjährigen Freiheitsstrafe. Der Ausschluss endete nach sechs Monaten, der Fristbeginn startete nach der Vollstreckung der Strafe, sobald der Freiheitsentzug vollzogen oder weggefallen war. Eine weitere Voraussetzung für die Teilnahme an der Wahl war die Eintragung in das Wählerverzeichnis. Diese wurden in den Gemeindeämtern von 19. Jänner bis zum 23. Jänner 2009 zur öffentlichen Einsichtnahme aufgelegt. Das passive Wahlrecht bei der Landtagswahl 2009 stand all jenen Personen zu, die selbst wahlberechtigt waren und das 18. Lebensjahr vollendet hatten. Durch die Senkung des aktiven Wahlalters nach der Landtagswahl 2004 erhöhte sich die Anzahl der Wahlberechtigten.

### Wahlgang
Neben der persönlichen Stimmabgabe konnte die Wahl bei der Landtagswahl auch mittels Wahlkarte und Briefwahl erfolgen. Die Wahlkarte konnte bei der jeweiligen Wohnsitzgemeinde schriftlich oder mündlich zwischen dem 18. Dezember 2008 und dem 26. Februar 2009 beantragt werden. Mittels Wahlkarte konnten die Wahlberechtigten am Wahltag in jedem für Wahlkartenwähler bestimmten Wahllokal wählen. Zudem bestand die Möglichkeit, die Wahlkarte mittels Briefwahl an die Bezirkswahlbehörde zu übermitteln. Bei der Briefwahl musste mittels persönlicher Unterschrift, das persönliche, unbeobachtete und unbeeinflusste Ausfüllen der Wahlkarte bestätigt werden. Die Briefwahl musste vor dem Schließen des letzten Wahllokals erfolgen, die Wahlkarte war bis zum vierten Tag nach der Wahl bis spätestens 14:00 Uhr an die Behörde zu übermitteln.

## Wahlwerbende Parteien (Listenname und Kurzbezeichnung)

### Sozialdemokratische Partei Österreichs – Gabi Burgstaller (SPÖ)

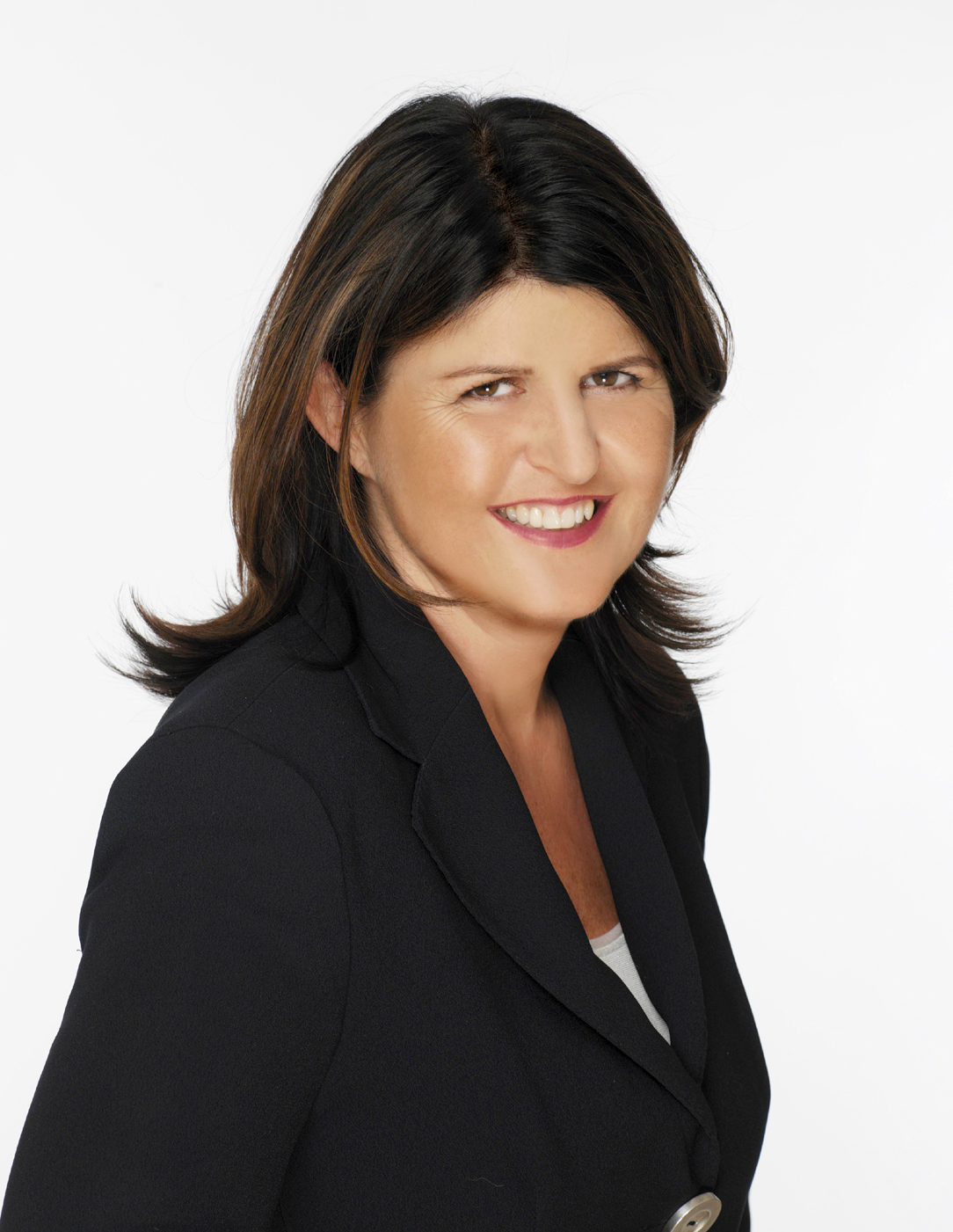
Gabi Burgstaller

Die Sozialdemokratische Partei Österreichs ging unter der Führung von Landeshauptfrau Gabi Burgstaller ins Rennen, erklärtes Ziel war es, stärkste Partei zu bleiben. Als Wahlkampfthemen wurden Arbeit, Gratiskindergarten, Sicherheit, Bildung, Kinderarmut bekämpfen, Gesundheit und Kultur genannt.

### ÖVP Salzburg Wilfried Haslauer/Doraja Eberle/Sepp Eisl (ÖVP)
Die Österreichische Volkspartei, angeführt von Landeshauptfrau-Stellvertreter und Landesobmann Wilfried Haslauer, wollte stärkste Partei werden und den Landeshauptmannsessel zurückerobern. Als Kernthemen wurden Arbeit, Wirtschaft, Sicherheit und Familien genannt.

### Freiheitliche Partei Salzburg (FPÖ)
Die Freiheitliche Partei Österreichs kandidierte mit Karl Schnell als Spitzenkandidaten. Als Ziel wurde ein Vertreter aus jedem Bezirk genannt. Schnell fordert neben der Erhaltung der Arbeitsplätze und auch der Klein- sowie Mittelbetriebe eine Senkung der Lohnsteuer für Arbeitnehmer und auch Arbeitgeber sowie einen sofortigen Zuwanderungsstopp.

### Die Grünen – Die Grüne Alternative (GRÜNE)
Die Grüne Partei wurden von Landessprecher Cyriak Schwaighofer im Wahlkampf angeführt. In das Zentrum ihres Wahlkampfs stellten die Grünen dabei eine radikale Energiewende bis 2025. Schwaighofer forderte dabei ein energieautarkes Salzburg, wobei dieses Ziel durch Energieeinsparungen, den Umstieg auf Erneuerbare Energien, der Schaffung kleiner dezentraler Strukturen sowie entsprechenden politischen Rahmenbedingungen verwirklicht werden sollte. Als Wahlziel gab Schwaighofer den Gewinn eines dritten Landtagsmandats und dadurch die Erreichung des Klubstatus im Landtag aus. Dieses Ziel war 2004 verfehlt worden. Während des Wahlkampfes trat Schwaighofer für eine Wiederkandidatur von Johannes Voggenhuber bei der EU-Parlamentswahl 2009 ein, die jedoch scheiterte. Peter Pilz veranstaltete in der Folge einen „politischen Aschermittwoch“ in Salzburg zur Unterstützung der Grünen, der eine Gegenveranstaltung zur gleichnamigen Veranstaltung der FPÖ in Ried im Innkreis darstellte.

### Für Salzburg. Bündnis Zukunft Österreich & Liste Doris Tazl (BZÖ)
Der Landesobmann des BZÖ, Robert Stark, hatte mit Gemeinderätin Mechthilde Kirsch und Doris Tazl eine Wählergemeinschaft gegründet. Doris Tazl war 2006 aus der FPÖ ausgeschlossen worden, die gemeinsame Liste trug daher den Namen "Für Salzburg. Bündnis Zukunft Österreich & Liste Doris Tazl". Doris Tazl bezeichnete die gemeinsame Liste als überparteilich und unabhängig. Der BZÖ-Bundeskoordinator Markus Fauland führte die Liste als Spitzenkandidat an. Erklärtes Ziel Faulands war es, Wählerstimmen vor allem von der ÖVP gewinnen. Das BZÖ titelte den eigenen Wahlkampf "Zeit für Neues, Zeit für Taten. Salzburg ist mehr".

## Umfragen
Umfragen vor der Wahl sahen leichte Verluste bei den Regierungsparteien SPÖ und ÖVP (etwa minus zwei Prozent), wobei die SPÖ mit 43 Prozent ihren Vorsprung auf die ÖVP (36 Prozent) klar hätte halten können. Gleichzeitig wurden der FPÖ mit 13 Prozent Gewinne an Stimmen vorausgesagt. Bei den Grünen waren die acht Prozent (2004) nicht abgesichert.
Eine Kurier-Umfrage sprach von einer hohen Beliebtheit von Landeshauptfrau Burgstaller, 80 Prozent der Salzburger hielten ihre Arbeit für gut oder sehr gut, darunter auch zwei Drittel der ÖVP-Wähler. Laut dieser Umfrage wäre die SPÖ auf 40 Prozent gekommen, die ÖVP 35 Prozent, die FPÖ zwölf Prozent, die Grünen acht Prozent und das BZÖ vier Prozent.
Für 59 Prozent der Salzburger spielte die Bundespolitik keine Rolle für die Landtagswahlen.

## Endergebnis
Gewinnerin der Wahl war mit 39,4 Prozent der gültigen Stimmen die SPÖ, die bei der Landtagswahl 2004 noch ein Ergebnis von 45,4 Prozent erzielen konnte. Die ÖVP (36,5 Prozent) verlor gegenüber 2004 1,4 Prozentpunkte. Stimmenanteilgewinne konnte die FPÖ verbuchen, die sich mit 13,0 Prozent um 4,3 Prozentpunkte verbesserte. Die Grünen erreichten 7,4 Prozent (2004: 8,0 Prozent), das erstmals angetretene BZÖ ist mit einem Ergebnis von 3,7 Prozent nicht im Landtag vertreten (auf die nötigen 5 % fehlten ihr genau 3877 Stimmen). Statt der 2004 erstmals erreichten theoretischen „linken“ Mehrheit SPÖ-Grüne gab es nun rechnerisch wieder die traditionelle bürgerlich-rechte Mehrheit aus ÖVP-FPÖ im Landtag. Letztendlich bildete jedoch die SPÖ erneut eine Koalition mit der ÖVP.
| Amtliches Endergebnis                        | Amtliches Endergebnis | Amtliches Endergebnis | Amtliches Endergebnis | Amtliches Endergebnis | Amtliches Endergebnis |
| Partei                                       | Stimmen               | Prozent               | +/-                   | Mandate               | +/-                   |
| -------------------------------------------- | --------------------- | --------------------- | --------------------- | --------------------- | --------------------- |
| Sozialdemokratische Partei Österreichs (SPÖ) | 111.485               | 39,4 %                | - 6,0 %               | 15                    | - 2                   |
| Österreichische Volkspartei (ÖVP)            | 103.385               | 36,5 %                | - 1,4 %               | 14                    | 0                     |
| Freiheitliche Partei Österreichs (FPÖ)       | 36.845                | 13,0 %                | + 4,3 %               | 5                     | + 2                   |
| Die Grünen (Grüne)                           | 20.843                | 7,4 %                 | - 0,6 %               | 2                     | 0                     |
| Bündnis Zukunft Österreich (BZÖ)             | 10.477                | 3,7 %                 | + 3,7 %               | 0                     | 0                     |
| Wahlbeteiligung                              | 287.065               | 74,4 %                |                       | 36                    |                       |